# Mark Lester
Ne doit pas être confondu avec le réalisateur et scénariste américain Mark L. Lester ou le comédien français Mark Lesser.
Pour les articles homonymes, voir Lester.
Mark Lester, né le 11 juillet 1958 à Oxford, est un acteur britannique.

## Biographie
Mark Lester commence sa carrière très tôt, à seulement 6 ans. Il devient rapidement un enfant star au Royaume-Uni avec des films comme Oliver !, Libre comme le vent (en) de Richard C. Sarafian, Prince noir ou encore dans le film à scandale Les Émotions d'un jeune voyeur, aux côtés de Britt Ekland. Il décide de mettre fin à sa carrière en 1977, puis il deviendra médecin ostéopathe à Cheltenham. Il revient dans le monde du cinéma en 2009.

## Michael Jackson
Mark Lester était ami de longue date avec Michael Jackson. Il est d'ailleurs le parrain de Prince Michael II.
En mai 2013, il déclare qu'il est le père biologique des trois enfants de Michael Jackson et se dit prêt à faire un test ADN pour prouver sa bonne foi si les enfants le demandent. En effet, Mark Lester estime que sa fille Harriet ressemble beaucoup à Paris Jackson, la fille que Michael Jackson a eue de Debbie Rowe. Par ailleurs, Jane, ex-épouse de Mark Lester, rejette ses allégations selon lesquelles il pourrait être le père biologique de la fille de Michael Jackson. De plus, les mères des deux fillettes, Jane et Debbie Rowe, se ressemblent également beaucoup, ce qui pourrait expliquer une ressemblance fortuite entre Harriet et Paris.

## Filmographie
- 1964 : Allez France ! de Robert Dhéry : garnement
- 1964 : The Human Jungle (série télévisée) : petit garçon
- 1965 : Spaceflight IC-1: An Adventure in Space (série télévisée) : Don Saunders
- 1966 : Destination Danger (série télévisée) : Garçon
- 1966 : Court Martial (série télévisée) : Paolo Stevens
- 1966 : Fahrenheit 451 de François Truffaut : Deuxième écolier
- 1967 : Chaque soir à neuf heures (Our Mother's House) de Jack Clayton : Jiminee
- 1968 : Oliver ! de Carol Reed : Oliver Twist
- 1969 : Libre comme le vent (en) (Run Wild, Run Free) de Richard C. Sarafian : Philip Ransome
- 1969 : Then Came Bronson (série télévisée) : John Beaman
- 1969 : Madame et son fantôme (série télévisée) : Mark Helmore (2 épisodes)
- 1970 : Les Inconnus de Malte (Eyewitness) de John Hough : Ziggy
- 1970 : The Boy Who Stole the Elephant (en) (TV) de Michael Caffey : Davey
- 1970 : Le Monde merveilleux de Disney (série télévisée) : Davey (2 épisodes)
- 1971 : Mercredi après-midi (Melody) de Waris Hussein : Daniel Latimer
- 1971 : Prince noir (Black Beauty) de James Hill : Joe Evans
- 1972 : Mais qui a tué tante Roo ? (Whoever Slew Auntie Roo?) de Curtis Harrington : Christopher Coombs
- 1972 : Les Émotions d'un jeune voyeur (Diabólica malicia) d'Andrea Bianchi et James Kelley : Marcus
- 1973 : Le Salopard (Senza ragione) de Silvio Narizzano : Lennox Duncan
- 1973 : Sotsugyō ryokō (卒業旅行?) de Masanobu Deme : Mike Richard
- 1973 : Le Trésor de Box Canyon (Scalawag) de Kirk Douglas : Jamie
- 1975 : La Première Fois sur l'herbe (La prima volta, sull'erba) de Gianluigi Calderone : Franz Schmidt
- 1977 : Le Prince et le Pauvre (The Prince and the Pauper) de Richard Fleischer : Le Prince Edouard / Tom Canty
- 2013 : 1066 : Le Roi Harold II